# Cuentos crueles
Cuentos crueles (Contes cruels) es una recopilación de 1990 de casi 150 cuentos del escritor francés Octave Mirbeau. El título se tomó de la recopilación homónima de Villiers de L’Isle-Adam, de quien Mirbeau fue amigo y admirador.

## Publicación

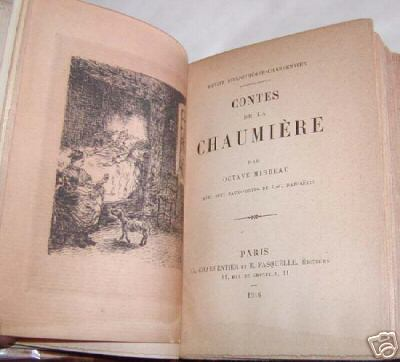
Contes de la chaumière, ilustraciones de Jean-François Raffaëlli, 1894

Todos estos cuentos han aparecido en los grandes diarios de la época. Sólo un número pequeño de los mismos fueron publicados por el escritor en sus Lettres de ma chaumière (1885) (Cartas de mi cabaña)  y Contes de la chaumière (1894) (Cuentos de la cabaña). Otros, mucho más numerosos, fueron publicados después de su muerte por su viuda, Alice Regnault, en diversas recopilaciones y folletos editados por Flammarion: La Pipe de cidre (La barrica de sidra), La Vache tachetée (La vaca manchada), Un homme sensible (Un hombre sensible), Chez l´Illustre écrivain (En casa del Ilustre escritor), Le Petit gardeur de vaches (El pastorcito de vacas) y Un gentilhomme. Otros habían sido publicados en el extranjero, traducidos especialmente en alemán, en español (El Alma rusa, La Guerra) o en ruso.  Finalmente, otros muchos se hallaban inéditos en el formato libro.

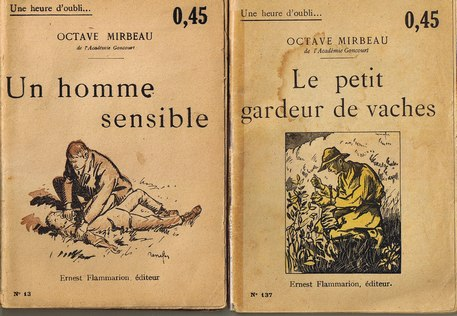
Un homme sensible, 1919, y Le petit gardeur de vaches, 1922

El escritor, cuidadoso de que nada se perdiera de su producción, ha reutilizado muchos de estos cuentos aparecidos en la prensa, incluyéndolos en esta obra “cajón de sastre” que es Les 21 jours d'un neurasthénique (Los 21 días de un neurásténico)
Es evidente que el novelista concedía poca importancia a una necesidad que, a sus ojos, era ante todo alimentaria. En efecto, el cuento ocupa un puesto de primer plano en la gran prensa y es, con la crónica, un género muy apreciado del público, lo que permite a la mayor parte de los escritores ganarse la vida de una manera mucho más segura que con la publicación de sus libros. Respecto a los periódicos, es una manera de hacer fieles a sus lectores, ofreciéndoles un espacio lúdico y una dosis moderada de emoción o gozo.
Mirbeau ve también en el cuento una magnífica ocasión para pergeñar en él unos temas, unos personajes y decorados, a los que piensa dar un mayor desarrollo en sus obras novelescas.
Sin embargo, para él, no se trata de reducir sus narraciones de prensa a vulgares divertimentos, sino que trata de trastocar el género: en lugar de tranquilizar y entretener el misoneísmo y la buena conciencia de sus lectores burgueses, va a inquietarlos y a obligarlos a « mirar la Medusa de frente».
El humor chirreante y el horror con los que él los decora, en modo alguno son gratuitos, sino que, por el contrario, están llamados a perturbar el confort moral e intelectual de los lectores y a obligarles a actuar: cualquier cosa es mejor que esa indiferencia de rebaño que llevan al matadero… o a las urnas.

## El sufrimiento universal
Los temas abordados suscitan un choque pedagógico: lo trágico de la condición humana y « el horror de ser hombre»; el sufrimiento consustancial a la existencia; el sadismo, las impulsiones homicidas y la ley de la muerte sobre la que reposan las sociedades; la incomunicación y la guerra entre sexos y la irrisoria existencia larvaria de los seres humanos, deshumanizados por una sociedad opresiva y alienante. Antes de El jardín de los suplicios, Mirbeau levanta el inventario de las infamias humanas y del sufrimiento universal: « El hombre se arrastra, jadeando, de torturas en suplicios, del nada de la vida al nada de la muerte».

## Un trabajo de desmitificación
Los cuentos de Mirbeau, llenos de alusiones polémicas a la actualidad de su época, son el complemento de sus crónicas periodísticas. En ellos se entrega a una protesta radical de todas las instituciones y ataca a todas las formas de los males sociales de finales de siglo: el clericalismo que envenena las almas, el nacionalismo que lleva al crimen, el revanchismo creador de guerras, el antisemitismo homicida, el colonialismo genocida, el cinismo de los políticos, que engañan a los electores, el sadismo de « los espíritus guerreros», la miseria del proletariado de las ciudades y los campos, la prostitución, la explotación de los pobres y la exclusión social. Los cuentos crueles de Mirbeau, lejos de ser un inofensivo derivativo, constituyen un verdadero trabajo de desmitificación.